# Bars (Gers)
Bars ist eine französische Gemeinde mit 124 Einwohnern (Stand: 1. Januar 2022) im Département Gers in der Region Okzitanien. Sie gehört  zum Arrondissement Mirande und zum Kanton Pardiac-Rivière-Basse.

## Nachbargemeinden
Die Nachbargemeinden von Bars sind:
|                 | Pouylebon                                   |                   |
| Saint-Christaud | Kompassrose, die auf Nachbargemeinden zeigt | Monclar-sur-Losse |
| Pallanne        | Marseillan                                  | Saint-Maur        |

## Bevölkerungsentwicklung

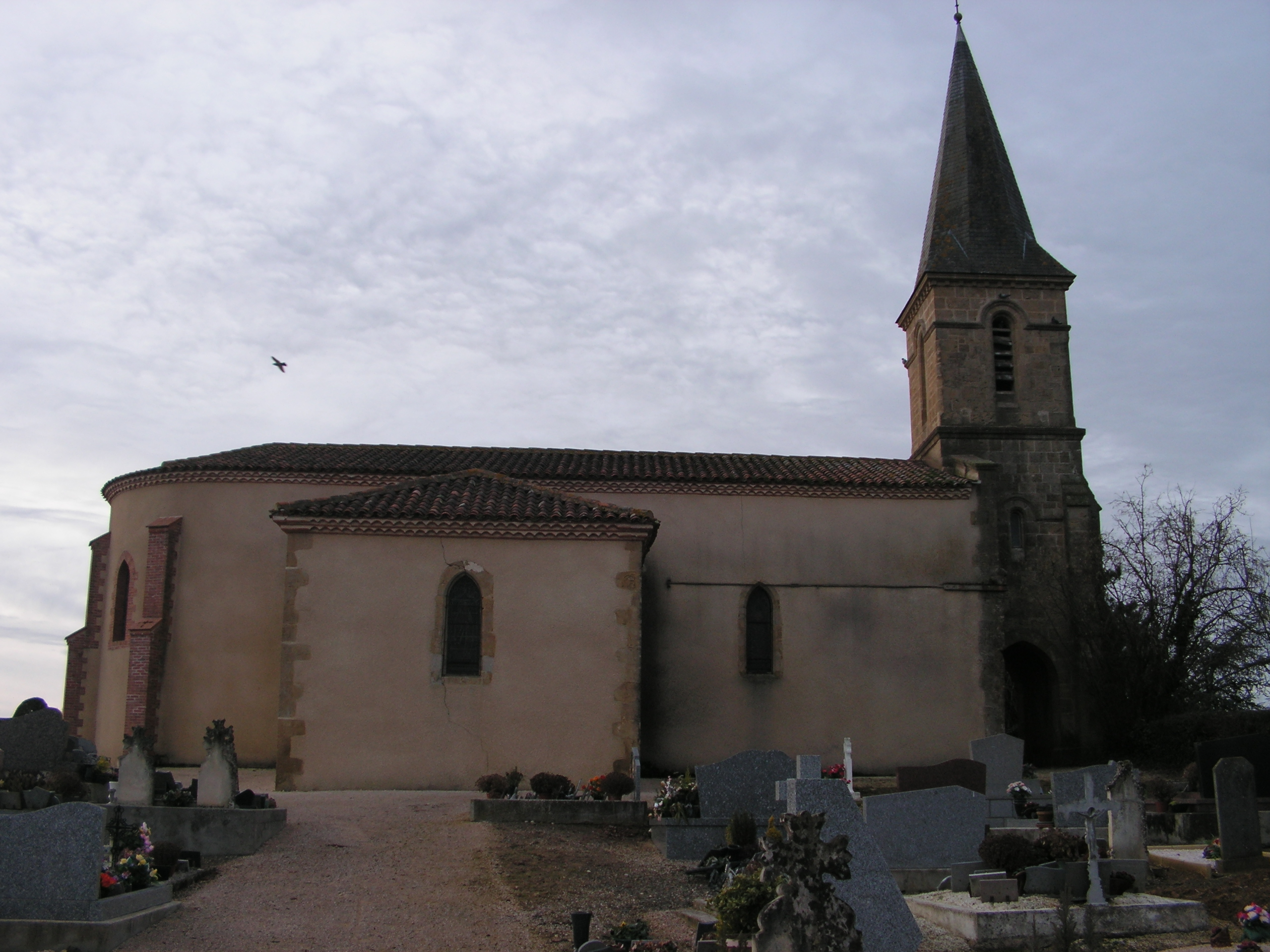
Kirche Saint-Pierre

| Jahr                      | 1962 | 1968 | 1975 | 1982 | 1990 | 1999 | 2008 | 2015 |
| ------------------------- | ---- | ---- | ---- | ---- | ---- | ---- | ---- | ---- |
| Einwohner                 | 193  | 184  | 158  | 137  | 148  | 139  | 133  | 139  |
| Quelle: Cassini und INSEE |      |      |      |      |      |      |      |      |